# Peinture 260 x 202 cm, 19 juin 1963
Peinture 260 × 202 cm, 19 juin 1963 est un tableau de Pierre Soulages qui date de 1963.
Il fait partie des collections permanentes du centre Pompidou, et plus particulièrement du musée national d'Art moderne, Paris, depuis son entrée à la suite du don de l'artiste par l'intermédiaire de la société des Amis du musée national d'Art moderne en 1967.

## Description de l'œuvre
Le tableau est une huile sur toile de 260 × 202 cm et son numéro d'inventaire est : AM 4409 P.